# Nagornaja
Nagornaja (in russo:Нагорная) è una stazione della metropolitana di Mosca situata sulla Linea Serpuchovsko-Timirjazevskaja, la linea 9 della Metropolitana di Mosca. È stata inaugurata l'8 novembre 1983.